# Тополица
Тополица е село в Югоизточна България, община Айтос, област Бургас.

## География
Село Тополица се намира на около 11 km запад-северозападно от общинския център град Айтос. Разположено е в южното подножие на Карнобатската планина, Източна Стара планина, южно от рида Караманица (най-висока точка 598 m). Климатът е преходноконтинентален. В землището преобладават наносни почви, ранкери и литосоли
Общинският път, минаващ през Тополица, води на изток през село Карагеоргиево към Айтос, а на запад към село Кликач с разклонения към селата Раклиново и Черноград. На север тесен асфалтиран път от Тополица се изкачва към няколкото хижи по рида Караманица и от него се отклонява вдясно неасфалтиран път към село Зайчар. На около 0,5 km южно от Тополица минава железопътната линия Пловдив – Бургас, на която има гара Тополица. Надморската височина в центъра на селото е около 185 m, на север нараства до около 215 – 220 m, а на юг намалява до около 170 m.
На юг-югозапад от селото, на реката отвъд железопътната линия има язовир, поделен между землищата на Тополица и съседното село Черноград.
В землището на Тополица, на около 2 km северно от селото, се намира обширната местност Жълти хан. През 1937 г. съществувалото дотогава там самостоятелно село Жълти хан е присъединено към село Тополица.

## История
След края на Руско-турската война 1877 – 1878 г., по Берлинския договор селото остава на територията на Източна Румелия. От 1885 г. – след Съединението, то се намира в България с името Кавак махле. Преименувано е на Тополица през 1934 г.
Първото училище в Тополица е от I884 г. През 1927 г. е основано читалище „Изгрев", през 1929 г. – кредитна кооперация.
През 1950 г. е учредено Трудово кооперативно земеделско стопанство (ТКЗС) „Христо Ботев“ – с. Тополица, Бургаско, съхраняваната документация на/за което е от периода 1949 – 1995 г., през който период стопанството съществува самостоятелно между 1948 г. и 1958 г. Информацията в архива сочи следните му организационни форми и съответни периоди на документацията за тях:
- Трудово кооперативно земеделско стопанство (ТКЗС) „Христо Ботев“ – с. Тополица, Бургаско (1948 – 1958);
- ТКЗС „Тополица“ – с. Тополица, Бургаско (1990 – 1992);
- Земеделска производствена кооперация (ЗПК) „Съзнание“ – с. Тополица, Бургаско (1992 – 1992) и последно
- Ликвидационен съвет на ЗПК „Съзнание“ – с. Тополица, Бургаско (1992 – 1995).

През 1958 г. ТКЗС „Христо Ботев“ се влива в обединеното ТКЗС с център село Пирне, след което вероятно преминава и през характерната за времето структура АПК, преди да стане през 1990 г. отново ТКЗС – с име ТКЗС „Тополица“.

## Население
Населението на село Тополица наброява към 1934 г. 1107 души, поради миграция към 1946 г. и 1956 г. намалява с 1/3, а към 1965 г. – възстановява числеността си от 1934 г., и след максимума от 1127 души към 1985 г. постепенно намалява до 927 (по текущата демографска статистика за населението) към 2020 г.

### Етнически състав
Преброяване на населението през 2011 г.
Численост и дял на етническите групи според преброяването на населението през 2011 г.:
|                     | Численост |
| Общо                | 979       |
| Българи             | 292       |
| Турци               | 650       |
| Цигани              | -         |
| Други               | 12        |
| Не се самоопределят | 5         |
| Неотговорили        | 20        |

## Религии
Мнозинството от населението на селото се състои от помаци и турци, изповядващи сунитски ислям. Българите тук са източноправославни християни, има и някои силно атеизирани. Църквата „Свети Димитър“ е построена преди 1944 г., ремонтирана е през 1999 г., а джамията е построена през 1998 г.

## Обществени институции
Село Тополица към 2020 г. е център на кметство Тополица.
В село Тополица към 2020 г. има:
- действащо общинско основно училище „Светлина“;[16]
- действащо читалище „Изгрев – 1927 г.“;[17][18]
- постоянно действаща джамия;[19]
- действаща само на големи религиозни празници православна църква „Свети Димитър“;[20]
- пощенска станция;[21]
- детска градина „Детелина“.[22]

## Икономика
Основният поминък на населението са зеленчукопроизводство и животновъдство. В село Тополица са концентрирани около 50% от лукопроизводителите в страната, но в последно време производството им е намаляло.
Кооперация „Съзнание“ изнася селскостопанска продукция предимно за Италия. Селото е най-големият производител на арпаджик в България.

## Туризъм
В района на селото има почивни станции (бунгала и хижи). Някои от по-известните и предпочитани за отдих хижи са: „Строител“, „Тополица“, „Диви нощи“, „Горски рай“, „Мелиоратор“, „Здравец“, „Бяла Река“.

## Природни и културни забележителности
Като цяло селото е известно с големите си и модерни къщи, повечето строени преди 1989 г.
В двора на кметството на нисък постамент са поставени две големи мраморни плочи. Паметникът е посветен на загиналите във войните: Балканска война; Първа световна война; Отечествена война 1944 – 1945 г. На паметника има надпис „Те умряха за България!“; „Слава на Героите!“ и списък на загиналите.
На сградата на кметството е монтирана мраморна паметна плоча, посветена на загиналите в Отечествената война 1944 – 1945 г. Има надпис „Загинали в Отечествената война“; Вечна Слава!“ и списък на загиналите.
В Тополица се намира родната къща на майор Тодор Йовков Тодоров, загинал през 1952 г. при изпълнение на служебния си дълг, която съществува и до днес и е запазена в своя автентичен облик. Има и изграден паметник в двора на училището.

## Спорт
Селото има футболен отбор – ФК „Бяла река“ (Тополица). Футболният клуб се състезава в Б ОФГ ИЗТОК. През март 2016 година ФК „Бяла река“ (Тополица) се сдобива със собствен стадион. Стадионът е изграден в северния край на селото по общински Проект. През 1991 г. отборът стига до четвъртфинал за купата на България, но отпада от отбора на Ботев Пловдив с 8 – 2.